# Bulbostylis swamyi
Bulbostylis swamyi är en halvgräsart som beskrevs av Ethirajalu Govindarajalu. Bulbostylis swamyi ingår i släktet Bulbostylis och familjen halvgräs. Inga underarter finns listade i Catalogue of Life.